# La Vengeance du scorpion d'or
Pour plus de détails, voir Fiche technique et Distribution.
La Vengeance du scorpion d'or (Im Banne des Unheimlichen) est un film allemand réalisé par Alfred Vohrer, sorti en 1968.
Il s'agit de l'adaptation d'un roman d'Edgar Wallace, La Main dans l'ombre.

## Synopsis
Sir Oliver Ramsey vient de mourir dans un accident d'avion. Lors de ses funérailles, on entend un rire glaçant venant du cercueil. Sir Cecil, le frère du défunt, ne croit pas à sa mort. Lorsqu'un soir on retrouve Me Meryll, l'avocat de la famille, mort empoisonné par une bague avec un scorpion, Cecil pense que son frère est le meurtrier. Il aurait vu par la fenêtre un homme déguisé en squelette. D'autres meurtres avec une bague ont lieu, l'inspecteur Higgins et la journaliste Peggy Ward découvrent des choses étonnantes dans la vie d'Oliver Ramsey.
Sir Cecil découvre le corps de la chanteuse Sabrina, assassinée par le meurtrier déguisé en squelette. Peggy reçoit un livre unique sur les poisons rares, mais elle manque d'être tuée et est sauvée par l'inspecteur Higgins. Le livre a été volé chez le professeur Bound, qui est une femme. Bannister, le porteur du livre, est assassiné.
Higgins trouve dans la garde-robe de Sabrina la photo de son fiancé, un pilote de l'avion mort dans l'accident en même temps qu'Oliver. Sabrina était jusqu'à peu de temps hôtesse de l'air. Puis il découvre dans l'appartement de Sabrina un disque dans lequel le terrible rire se fait entendre. Il le fait écouter à ceux qui sont venus à l'enterrement, mais Cecil est pris d'un malaise et conduit à la clinique du Dr. Brand.
Peu de temps après, le médecin est empoisonné et Peggy enlevée. L'inspecteur Higgins découvre entre-temps que le cercueil d'Oliver n'est plus dans le caveau de famille. Il veut interroger Ramiro le fossoyeur, mais Adela, une infirmière qui a eu une liaison avec Oliver, l'a envoyé à l'hôpital où il décède.
Higgins se rend au funérarium et découvre Peggy et le cercueil d'Oliver. Higgins et Peggy se rendent compte que le squelette dans le cercueil ne peut pas être Oliver, car il n'a pas la déformation à la hanche d'Oliver.
Cecil s'est enfui et est retrouvé assassiné par le mystérieux meurtrier. Higgins parvient à le suivre jusqu'au caveau de famille. Il maîtrise le tueur qui est en fait Ramiro, mais c'était un masque sous lequel il tombe sur Oliver bien vivant. Il n'a pas pris l'avion dans lequel son frère Cecil avait placé une bombe grâce à Sabrina et s'est vengé de Cecil et de ses complices. Oliver meurt peu après, Adela, sa complice, se donne la mort.

## Fiche technique
- Titre : Im Banne des Unheimlichen
- Titre français : La Vengeance du scorpion d'or[2]
- Réalisation : Alfred Vohrer, assisté d'Eva Ebner (de)
- Scénario : Paul Hengge (de), Ladislas Fodor
- Musique : Peter Thomas
- Direction artistique : Walter Kutz, Wilhelm Vorwerg
- Costumes : Irms Pauli
- Photographie : Karl Löb
- Son : Gerhard Müller
- Montage : Jutta Hering
- Production : Horst Wendlandt
- Sociétés de production : Rialto Film
- Société de distribution : Constantin Film
- Pays d'origine :  Allemagne de l'Ouest
- Langue : allemand
- Format : Couleur - 1,66:1 - Mono - 35 mm
- Genre : Policier
- Durée : 90 minutes
- Dates de sortie :
  -  Allemagne de l'Ouest : 26 avril 1968.
  -  Danemark : 11 mai 1970.

## Distribution
- Joachim Fuchsberger: Inspecteur Higgins
- Siw Mattson: Peggy Ward
- Wolfgang Kieling: Sir Cecil Ramsey
- Pinkas Braun: Mr. Scott
- Peter Mosbacher: Ramiro
- Claude Farell: Adela
- Hubert von Meyerinck: Sir Arthur
- Hans Krull: Le père Potter
- Otto Stern: Mr. Merryl
- Siegfried Rauch: Dr. Brand
- Lill Lindfors: Sabrina
- Ewa Strömberg: La bibliothécaire
- Renate Grosser: Mrs. Potter
- Wolfgang Spier: Mr. Bannister
- Jimmy Powell: Casper
- Ilse Pagé: Miss Mabel Finley
- Edith Schneider: Professeur Bound
- Max Wittmann: Le vieux
- Michael Miller: Le monteur
- Thomas Danneberg: Le capitaine de l'avion
- Eva Ebner: Une secrétaire